# FDGB-Pokal 1986/87

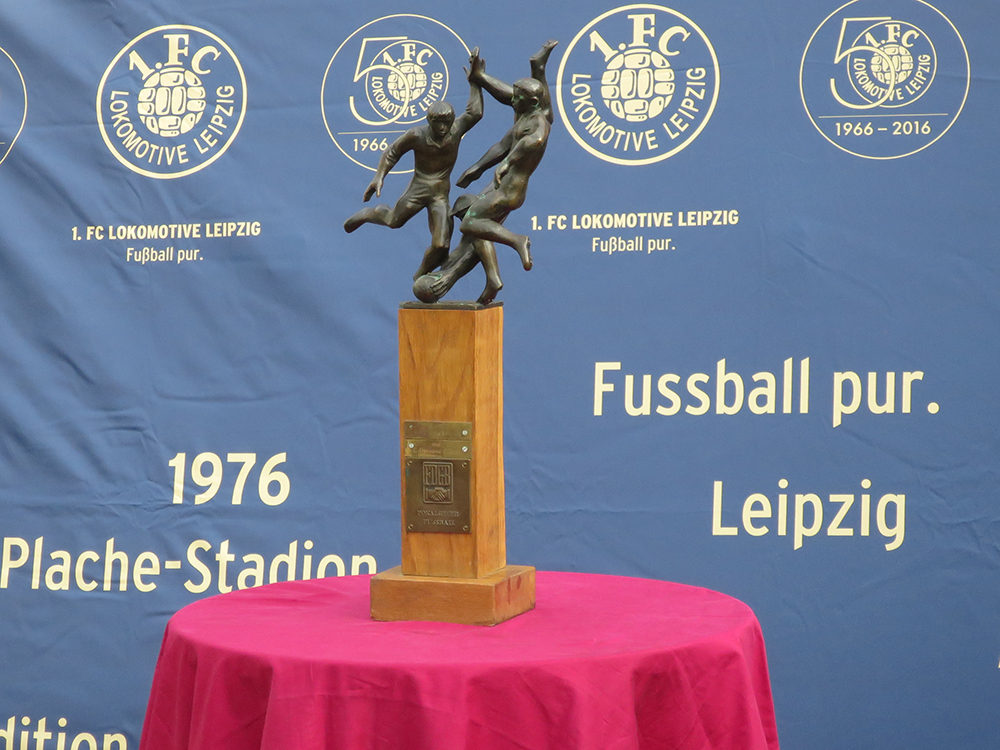
FDGB-Pokal der Saison 1986/87

1986/87 wurde die 36. Auflage des FDGB-Fußballpokals der Männer ausgetragen. Der Wettbewerb startete mit 65 Mannschaften, 15 Bezirkspokalsiegern, 34 Mannschaften der DDR-Liga, zwei Oberligaabsteigern jeweils aus der Saison 1985/86 sowie den Oberligamannschaften der laufenden Saison. Das 1984 eingeführte System der Hin- und Rückspiele ab Achtelfinale wurde wieder abgeschafft und alle Paarungen innerhalb einer Begegnung entschieden. Bei unentschiedenem Ausgang nach 90 Minuten wurde verlängert und ggf. ein Elfmeterschießen durchgeführt.
In der zweiten Hauptrunde schieden bereits sechs Oberligisten aus, darunter der alte und neue DDR-Meister BFC Dynamo. Dagegen kam als einziger Bezirkspokalsieger KWO Berlin unter die letzten Acht, dazu sieben Mannschaften aus der zweitklassigen DDR-Liga. Mit Sachsenring Zwickau, Chemie Leipzig und Hansa Rostock erreichten drei DDR-Ligisten auch das Viertelfinale. Von ihnen schaffte Hansa Rostock sogar den Einzug in das Endspiel und traf dort auf den Pokalverteidiger 1. FC Lokomotive Leipzig, der nach seiner zehnten Finalteilnahme mit einem 4:1-Sieg zum fünften Mal den Pokal gewann.

## Ausscheidungsspiel
Das Spiel fand am 10. August 1986 statt.
|                 | Ergebnis |                   |
| --------------- | -------- | ----------------- |
| TSG Bau Rostock | 1:2      | BSG Wismut Aue II |

## 1. Hauptrunde
Die Spiele fanden am 11. Oktober 1986 statt.
|                                         | Ergebnis              |                               |
| --------------------------------------- | --------------------- | ----------------------------- |
| BSG KWO Berlin *                        | 1:0 n. V.             | BSG KKW Greifswald            |
| BSG Chemie Böhlen II *                  | 0:3                   | ASG Vorwärts Stralsund        |
| BSG Lokomotive Cottbus *                | 1:3                   | BSG Rotation Berlin           |
| BSG Motor Eberswalde *                  | 0:7                   | Berliner FC Dynamo            |
| ASG Vorwärts Fünfeichen *               | 0:2                   | BSG Stahl Brandenburg         |
| Hallescher FC Chemie II *               | 0:3                   | 1. FC Magdeburg               |
| BSG Aufbau dkk Krumhermersdorf *        | 0:3                   | FC Carl Zeiss Jena II         |
| BSG Stahl Riesa II *                    | 4:3                   | SG Dynamo Fürstenwalde        |
| ISG Schwerin *                          | 3:2                   | BSG Motor Grimma              |
| BSG Robotron Sömmerda *                 | 0:3                   | 1. FC Lokomotive Leipzig      |
| BSG Lokomotive Stendal *                | 1:5                   | 1. FC Union Berlin            |
| BSG Aktivist Kali Werra Tiefenort *     | 0:5                   | BSG Stahl Riesa               |
| BSG Chemie Velten *                     | 3:1                   | SG Dynamo Schwerin            |
| BSG Fortschritt Weida *                 | 1:2                   | FC Rot-Weiß Erfurt            |
| TSG Wismar *                            | 1:5                   | FC Hansa Rostock              |
| BSG Wismut Aue II                       | 3:3 n. V. (4:5 i. E.) | Hallescher FC Chemie          |
| BSG Motor Babelsberg                    | 4:4 n. V. (4:2 i. E.) | TSG Chemie Markkleeberg       |
| BSG Aktivist Brieske-Senftenberg        | 2:2 n. V. (5:4 i. E.) | FC Vorwärts Frankfurt/O.      |
| ASG Vorwärts Dessau                     | 3:1                   | SG Dynamo Dresden II          |
| BSG Stahl Eisenhüttenstadt              | 3:1                   | BSG Fortschritt Bischofswerda |
| SG Dynamo Eisleben                      | 1:0                   | BSG Wismut Aue                |
| FC Rot-Weiß Erfurt II                   | 0:1                   | BSG Wismut Gera               |
| BSG Stahl Walzwerk Hettstedt            | 1:4                   | BSG Sachsenring Zwickau       |
| BSG Chemie IW Ilmenau                   | 3:1                   | BSG Energie Cottbus           |
| BSG Motor Fritz Heckert Karl-Marx-Stadt | 3:1 n. V.             | Berliner FC Dynamo II         |
| BSG Chemie Leipzig                      | 2:1 n. V.             | BSG Motor Nordhausen          |
| BSG Lokomotive/Armaturen Prenzlau       | 1:3                   | BSG Chemie Böhlen             |
| BSG Chemie Buna Schkopau                | 2:1                   | FC Vorwärts Frankfurt/O. II   |
| BSG Aktivist Schwarze Pumpe             | 1:0                   | BSG Post Neubrandenburg       |
| BSG Glückauf Sondershausen              | 0:2                   | FC Carl Zeiss Jena            |
| BSG Motor Suhl                          | 0:2                   | SG Dynamo Dresden             |
| BSG Motor Weimar                        | 1:2                   | FC Karl-Marx-Stadt            |

## 2. Hauptrunde
Die Spiele fanden am 8. November 1986 statt.
|                                         | Ergebnis              |                             |
| --------------------------------------- | --------------------- | --------------------------- |
| BSG KWO Berlin *                        | 4:0                   | BSG Chemie IW Ilmenau       |
| BSG Stahl Riesa II *                    | 0:2                   | 1. FC Union Berlin          |
| ISG Schwerin *                          | 0:1                   | BSG Stahl Brandenburg       |
| BSG Chemie Velten *                     | 0:2                   | SG Dynamo Dresden           |
| BSG Chemie Böhlen                       | 1:0                   | Berliner FC Dynamo          |
| BSG Aktivist Brieske-Senftenberg        | 1:0                   | BSG Aktivist Schwarze Pumpe |
| ASG Vorwärts Dessau                     | 0:2                   | FC Carl Zeiss Jena          |
| SG Dynamo Eisleben                      | 2:2 n. V. (6:7 i. E.) | FC Karl-Marx-Stadt          |
| BSG Wismut Gera                         | 2:1                   | BSG Stahl Eisenhüttenstadt  |
| Hallescher FC Chemie                    | 4:1                   | ASG Vorwärts Stralsund      |
| FC Carl Zeiss Jena II                   | 0:5                   | 1. FC Lokomotive Leipzig    |
| BSG Motor Fritz Heckert Karl-Marx-Stadt | 0:1                   | BSG Stahl Riesa             |
| BSG Chemie Leipzig                      | 1:0                   | BSG Rotation Berlin         |
| FC Hansa Rostock                        | 2:1                   | 1. FC Magdeburg             |
| BSG Chemie Buna Schkopau                | 2:3 n. V.             | FC Rot-Weiß Erfurt          |
| BSG Sachsenring Zwickau                 | 3:2                   | BSG Motor Babelsberg        |

## Achtelfinale
Die Spiele fanden am 6./7. Dezember 1986 statt.
|                          | Ergebnis              |                                  |
| ------------------------ | --------------------- | -------------------------------- |
| 1. FC Lokomotive Leipzig | 4:1                   | KWO Berlin *                     |
| BSG Stahl Brandenburg    | 3:0                   | BSG Aktivist Brieske-Senftenberg |
| BSG Wismut Gera          | 0:3                   | BSG Sachsenring Zwickau          |
| SG Dynamo Dresden        | 4:1                   | FC Rot-Weiß Erfurt               |
| Hallescher FC Chemie     | 0:1                   | BSG Stahl Riesa                  |
| FC Karl-Marx-Stadt       | 0:0 n. V. (4:3 i. E.) | 1. FC Union Berlin               |
| BSG Chemie Leipzig       | 2:1                   | FC Carl Zeiss Jena               |
| FC Hansa Rostock         | 3:1                   | BSG Chemie Böhlen                |

## Viertelfinale
Die Spiele fanden am 15. April 1987 statt.
|                         | Ergebnis |                          |
| ----------------------- | -------- | ------------------------ |
| SG Dynamo Dresden       | 0:2      | 1. FC Lokomotive Leipzig |
| BSG Stahl Riesa         | 0:1      | BSG Stahl Brandenburg    |
| FC Hansa Rostock        | 3:1      | BSG Chemie Leipzig       |
| BSG Sachsenring Zwickau | 1:2      | FC Karl-Marx-Stadt       |

## Halbfinale
Die Spiele fanden am 20. Mai 1987 statt.
|                    | Ergebnis |                          |
| ------------------ | -------- | ------------------------ |
| FC Karl-Marx-Stadt | 1:3      | 1. FC Lokomotive Leipzig |
| FC Hansa Rostock   | 1:0      | BSG Stahl Brandenburg    |

## Finale

### Statistik
| Paarung                  | 1. FC Lokomotive Leipzig – Hansa Rostock |
| Ergebnis                 | 4:1 (1:1) |
| Datum                    | 13. Juni 1987 |
| Stadion                  | Stadion der Weltjugend, Ost-Berlin |
| Zuschauer                | 47.000 |
| Schiedsrichter           | Adolf Prokop (Erfurt) |
| Tore                     | 0:1 Heiko März (21.) 1:1 Dieter Kühn (22.) 2:1 Dieter Kühn (58.) 3:1 Olaf Marschall (66.) 4:1 Hans-Jörg Leitzke (88.) |
| 1. FC Lokomotive Leipzig | René Müller – Frank Baum – Matthias Lindner, Ronald Kreer, Uwe Zötzsche – Uwe Bredow, Matthias Liebers (81. Wolfgang Altmann), Heiko Scholz – Olaf Marschall, Hans Richter (84. Hans-Jörg Leitzke), Dieter Kühn Cheftrainer: Hans-Ulrich Thomale |
| Hansa Rostock            | Axel Hauschild – Heiko März – Bernd Arnholdt, Gernot Alms, Norbert Littmann – Hilmar Weilandt (65. Artur Ullrich), Juri Schlünz, Axel Schulz (71. Maik Wendorf) – Volker Röhrich, Rainer Jarohs, Axel Kruse Cheftrainer: Werner Voigt            |

### Spielverlauf

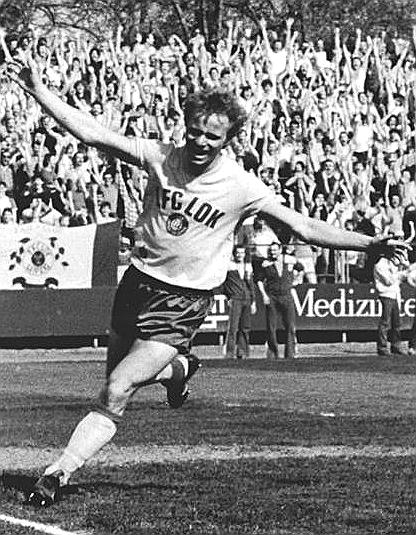
Leipzigs zweifacher Torschütze:
Dieter Kühn

Der Pokalverteidiger 1. FC Lokomotive Leipzig ging als eindeutiger Favorit in das 36. Endspiel. Er kam mit der Empfehlung des Meisterschaftsdritten der gerade abgeschlossenen Oberligasaison 1986/87 und als Finalteilnehmer des Europapokals der Pokalsieger 1987 (0:1 gegen Ajax Amsterdam) nach Ost-Berlin. In seinen Reihen standen sechs aktuelle Nationalspieler. Sein Gegner, der FC Hansa Rostock, hatte in der zurückliegenden Saison als Absteiger in der zweitklassigen DDR-Liga gespielt und ging als Oberliga-Aufsteiger ins Finale. Nur Jarohs brachte Erfahrung aus Länderspielen mit, doch lag sein letzter Einsatz bereits fünf Jahre zurück. Die Mannschaft trug die Erinnerung mit sich, bei ihren vier vorangegangenen Finalteilnahmen stets als Verlierer vom Platz gegangen zu sein.
Einige Minuten nach dem Anpfiff war von dieser Rollenverteilung nicht mehr zu spüren. Aus einer beweglichen und geschmeidigen Abwehr heraus versuchten die Hanseaten dem Gegner mit Konterfußball zuzusetzen. Die Leipziger begannen dagegen zu langsam und mit zahlreichen Fehlpässen. Als Röhrichs Gewaltschuss in der 10. Minute nur knapp das Leipziger Tor verfehlte, war dies der erste Wahnschuss des FC Hansa. Neun Minuten später hatte der Rostocker Vorstopper Alms die nächste Chance. Noch immer nicht hatte der 1. FC Lok zu seinem Spiel gefunden, sein Mittelfeld agierte zu passiv. Folgerichtig fiel in der 21. Minute der Führungstreffer für Rostock. Nach einem Foul von Zötzsche am Rostocker Kruse hob Jarohs den Freistoß vor das Tor, wo März mit einem Kopfball vollenden konnte. Was den Hanseaten hätte Sicherheit verleihen können, wurde zum Weckruf für die Lok-Mannschaft. Fast im Gegenzug, eine Minute später, gelang Linksaußen Kühn auf Flanke von Rechtsverteidiger Lindner ebenfalls mit einem Kopfball der postwendende Ausgleich. Danach gewann der Spielfluss an Tempo, beide Mannschaften kamen bis zur Pause zu weiteren Tormöglichkeiten.
Nach dem Wiederanpfiff war Lok Leipzig zunächst wieder in Lethargie verfallen. Erst nach einem sehenswerten Volleyschuss in der 58. Minute von Kühn, der damit die 2:1-Führung erzielte, nahm Lok wieder Fahrt auf. Die Mannschaft begann flüssig zu kombinieren, das Mittelfeld zeigte sich jetzt in Höchstform. Schon acht Minuten später, in der 66. Minute, brachte ein Kopfball des Leipziger Rechtsaußen Marschall auf Flanke von Scholz mit dem 3:1 die Vorentscheidung. Um das Spiel noch zu retten, stellten die Rostocker danach auf Dauerdruck um. Da Lok es versäumte, die Räume zu schließen, boten sich Hansa immer wieder Chancen zum Anschlusstreffer. Alle ihre Bemühungen wurden aber in der 88. Minute zunichtegemacht, als der eingewechselte Leitzke das 4:1 für den 1. FC Lok erzielte.